# Муравьёв, Иван Степанович
Иван Степанович Муравьёв (27 июля 1922, деревня Кетарша, Нижегородская губерния, РСФСР — 8 ноября 1990, Казань, Республика Татарстан, РСФСР, СССР) — советский геолог, доктор геолого-минералогических наук, профессор Казанского государственного университета.

## Биография
Родился 27 июля 1922 года (по другим сведениям 14 июля 1922 года) в деревне Кетарша Нижегородской губернии РСФСР.
После окончания средней школы поступил в Киевское военное танковое училище и окончил его в 1941 году.
Во время Великой Отечественной войны был танкистом. Летом 1942 года участвовал в боях под Харьковом и Сталинградом.
В 1947 году поступил на геологический факультет Казанского государственного университета и окончил его с отличием в 1952 году. Во время учёбы в университете получал Молотовскую и Сталинскую стипендии.
После получения диплома стал аспирантом и ассистентом на кафедре геологии СССР. Далее работал на этой кафедре доцентом, профессором.
С 1975 по 1987 год был заведующим кафедрой геологии СССР.
Скончался 8 ноября 1990 года в Казани.

## Научная деятельность
Кандидат геолого-минералогических наук с 1955 года. Защитил кандидатскую диссертацию по нефтеносности девонских отложений Татарии. Получил звание доцента в 1961 году.
Доктор геолого-минералогических наук с 1969 года. Тема докторской диссертации «Карбон и пермь Печорского Приуралья: стратиграфия и геологическая история». Профессор с 1973 года.
Занимался геолого-съёмочными работами в Среднем Поволжье и Печорском Предуралье. Участвовал в открытии ряда месторождений полезных ископаемых и составлении геологической карты СССР. Руководил геологическими съёмками на Крайнем Севере России.

## Награды, премии, почётные звания
- Орден «Красной звезды» (1943)[1][2].
- Орден «Боевого Красного Знамени».
- Орден «Отечественной войны I степени» (1944)[1].
- Орден «Отечественной войны II степени» (1944)[1].
- Медаль «За оборону Сталинграда» (1942)[1].
- Медаль «За Победу над Германией в Великой Отечественной войне 1941–1945 гг.» (1945)[1].
- Заслуженный деятель науки ТАССР (1982).

## Публикации
- Стратиграфия и условия формирования пермских отложений Печорского Приуралья. Казань, 1972.